# Tanganika na Letnich Igrzyskach Olimpijskich 1964
Tanganikę (Tanzanię) na Letnich Igrzyskach Olimpijskich 1964 reprezentowało 4 zawodników (mężczyzn). Był to pierwszy start reprezentantów Tanzanii na igrzyskach olimpijskich.

## Skład kadry

### Lekkoatletyka
Mężczyźni
- Daniel Thomas – bieg na 400 m – odpadł w eliminacjach,
- Mohamed Hassan Chabbanga – bieg na 800 m – odpadł w eliminacjach,
- Pascal Mfyomi – bieg na 10 000 m – nie ukończył biegu
- Omari Abdallah – maraton – 47. miejsce